# یواس‌سی‌جی‌سی تنی (دبلیواچ‌ئی‌سی-۳۷)
یواس‌سی‌جی‌سی تنی (دبلیواچ‌ئی‌سی-۳۷) (به انگلیسی: USCGC Taney (WHEC-37)) یک کشتی بود که طول آن ۳۲۷ فوت (۹۹٫۶۷ متر) بود. این کشتی در سال ۱۹۳۶ ساخته شد.